# Wallace de Souza
Wallace de Souza (São Paulo, 26 de junio de 1987) es un jugador profesional de voleibol brasileño, juego de posición opuesto. 

## Palmarés

### Clubes
Campeonato Brasileño:
- 2012, 2014, 2015, 2016
- 2011, 2013, 2017
- 2007

Campeonato Sudamericano de Clubes:
- 2012, 2014, 2016
- 2015

Campeonato Mundial de Clubes:
- 2013, 2015
- 2012

Copa de Brasil:
- 2014, 2016, 2017

Copa de Turquía:
- 2021

### Selección nacional
Campeonato Mundial Sub-21:
- 2007

Universiadas:
- 2011

Juegos Panamericanos:
- 2011

Copa Mundial:
- 2011

Juegos Olímpicos:
- 2016
- 2012

Liga Mundial:
- 2013, 2014, 2016, 2017

Campeonato Sudamericano:
- 2013, 2017[1]

Grand Champions Cup:
- 2013, 2017

Campeonato Mundial:
- 2014, 2018

Liga de Naciones:
- 2021[2]

## Premios individuales
- 2011: Mejor opuesto Juegos Panamericanos
- 2012: Mejor servicio Campeonato Mundial de Clubes
- 2013: MVP Campeonato Mundial de Clubes
- 2013: Mejor opuesto Grand Champions Cup
- 2014: Mejor opuesto Liga Mundial
- 2014: Mejor opuesto Campeonato Mundial de Clubes
- 2016: Mejor opuesto Liga Mundial
- 2016: Mejor opuesto Juegos Olímpicos de Río de Janeiro
- 2017: Mejor opuesto Liga Mundial
- 2017: Mejor opuesto Campeonato Sudamericano
- 2021: MVP Copa de Turquía
- 2021: MVP y mejor opuesto Liga de Naciones